# Pella, Burkina Faso
Pella là một tổng thuộc  Boulkiemdé (tỉnh) ở miền trung Burkina Faso. Dân số thời điểm 2005 là  19563 người. Thủ phủ là thị xã Pella.

## Các thị xã và làng xã
• Pella • Babouli • Daboala • Goala • Godo • Kandaga • Kirguilounga • Nabziniguima • Pelbilin • Sarana • Somassi